# Литл-Снейк
Литл-Снейк (англ. Little Snake River) — река на северо-западе штата Колорадо и юго-западе штата Вайоминг, США. Приток реки Ямпа, которая в свою очередь является притоком реки Грин-Ривер. Длина составляет около 241 км.
Берёт начало на севере округа Роутт штата Колорадо, на территории национального леса Роутт, на северной стороне горного хребта Парк-Рендж. Течёт в западном направлении вдоль границы штатов Вайоминг и Колорадо, несколько раз её пересекая. Протекает через города Диксон и Багс. Поворачивает на юго-запад, течёт через округ Моффат штата Колорадо и впадает в реку Ямпа примерно в 72 км к западу от города Крейг. Высота устья — 1713 м над уровнем моря.
Не является судоходной за исключением отдельных сезонов в годы с большим количеством осадков.